# Леблеба
Леблеба (наст. имя — Ниночка Мануг Купелян; арм. Նինոչկա Մանուկ Կուպելյան, араб. لبلبة‎,  англ. Lebleba; 14 ноября 1946, Каир, Египет) — одна из самых известных актрис Египта, ветеран египетской сцены, снялась в более чем 88 фильмах, работая с такими людьми, как Юсеф Шахин, Ниязи Мустафа, Али Идрис. Получив признание киноинститутов по всему миру, она остается иконой североафриканского кино. Является также популярной певицей, наиболее известной своими детскими песнями, в том числе «Papa Habibi» и «Hasalty». Всего исполнила 268 песен, включая 30 детских. Она регулярно входила в состав комитетов ряда кинофестивалей. Несколько раз получала награду за лучшую женскую роль на различных фестивалях и киномероприятиях. Участвовала в качестве члена жюри в 6 международных и 16 арабских фестивалях.

## Биография
Родилась в Каире 14 ноября 1946 года в армянской семье c именем Ниночка Мануг Купелян. Является двоюродной сестрой актрис Нелли и Фейруз.
Леблеба начала свою актёрскую карьеру в возрасте 5 лет в фильме режиссера Ниази Мостафы, который дал ей сценический псевдоним Леблеба. С тех пор она стала заметной фигурой на большом экране благодаря своей эксцентричной личности и чувству юмора, а также своему культовому дуэту с легендарным египетским комиком Аделем Эмамом.
Каирский международный кинофестиваль (CIFF) отметил Леблебу почётной наградой «Золотая пирамида». Премия будет вручена в знак признания вклада Леблебы в египетское кино на протяжении всей ее жизни.